# NGC 6603
NGC 6603 هي مجرة تتبع كوكبة الرامي. اكتشفها جون هيرشل في 15 يوليو 1830.

## روابط خارجية
- NGC 6603 على موقع ويكي سكاي: DSS2, SDSS, GALEX, IRAS, Hydrogen α, X-Ray, Astrophoto, Sky Map, Articles and images